# Tadeusz Tołwiński

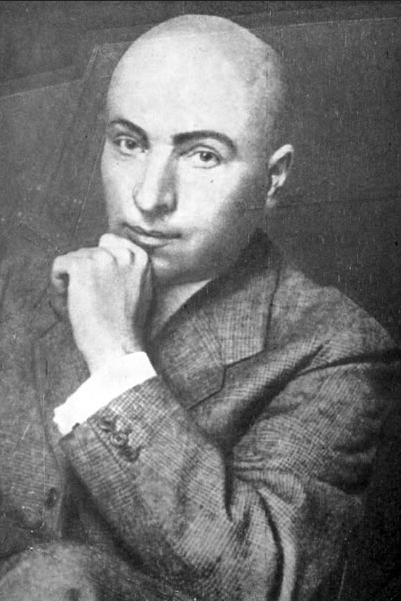
Tadeusz Tołwiński

Tadeusz Tołwiński (* 18. Januar 1887 in Odessa; † 13. Januar 1951 in Warschau) war ein polnischer Architekt, Stadtplaner und Hochschullehrer.

## Leben
Tołwińskis Vater war der Architekt Mikołaj Tołwiński (1857–1924). Er selbst studierte von 1905 bis 1911 an der Universität Karlsruhe Architektur und spezialisierte sich hier auf das Fach Städtebau. In Folge bereiste er zu Studienzwecken Italien, Frankreich, Russland, Deutschland und die Vereinigten Staaten von Amerika. Im Jahr 1912 baute er in Ząbki bei Warschau eine Gartenstadt. Weitere Entwürfe zu Gartenstadt-Anlagen im Großraum Warschau (Podkowa Leśna, Młociny, Żoliborz, Sadyba) folgten. 1915 entwickelte er einen städtebaulichen Plan für Groß-Warschau (polnisch: Plan Wielkiej Warszawy) und 1916 war er Mitarbeiter am ersten Regulationsplan für Warschau (polnisch: Szkic wstepny planu regulacyjnego). Ab 1918 war er Lehrstuhlinhaber für Städtebau an der von ihm 1915 mitbegründeten Fakultät für Architektur der Technischen Universität Warschau. Zu Beginn der 1920er Jahre entstanden das Warschauer Batory-Gymnasium sowie das Nationalmuseum nach seinen Entwürfen. Von ihm stammen auch die Planungen zur Trasse der Warschauer Durchgangsbahn (polnisch: Linia średnicowa) und zum Gebäude des Restaurants „Varsovie“ in der Ulica Nowy Świat 5.
Während der deutschen Besatzungszeit in Warschau war Tołwiński der Leiter der städtebaulichen Gutachter-Kommission sowie von 1943 bis 1945 Dekan der im Untergrund operierenden Architekturfakultät der Politechnika. Einer Verhaftung im Herbst 1942 folgte ein zweimonatiger Gefängnisaufenthalt im Pawiak. Nach dem Krieg wurde Tołwiński Berater des Büros für den Wiederaufbau der Hauptstadt. Von 1947 bis 1951 war er als Lehrstuhlinhaber für Städtebau an der Universität in Krakau tätig.
Tołwiński gilt als herausragender Vertreter der Architektur des Neobarocks und des Modernismus in Polen. Sein Buch „Urbanistyka“ (deutsch: Städtebau) wurde zum Standard- und Grundlagenwerk für Stadtplaner in Polen. Er war Mitglied der Polska Korporacja Akademicka Związek Akademików Gdańskich Wisła.

## Tołwiński-Objekte

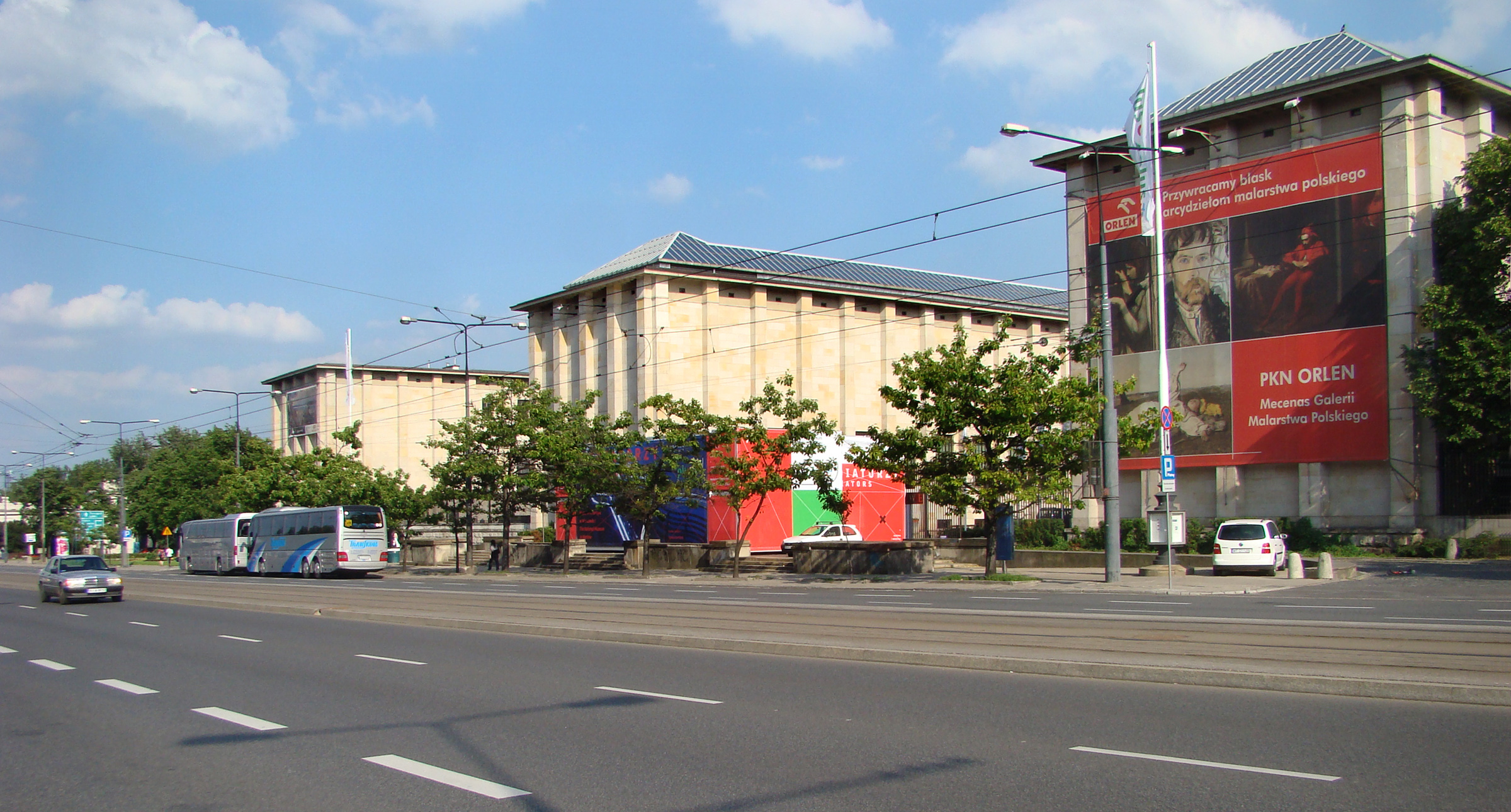
Das Nationalmuseum in Warschau
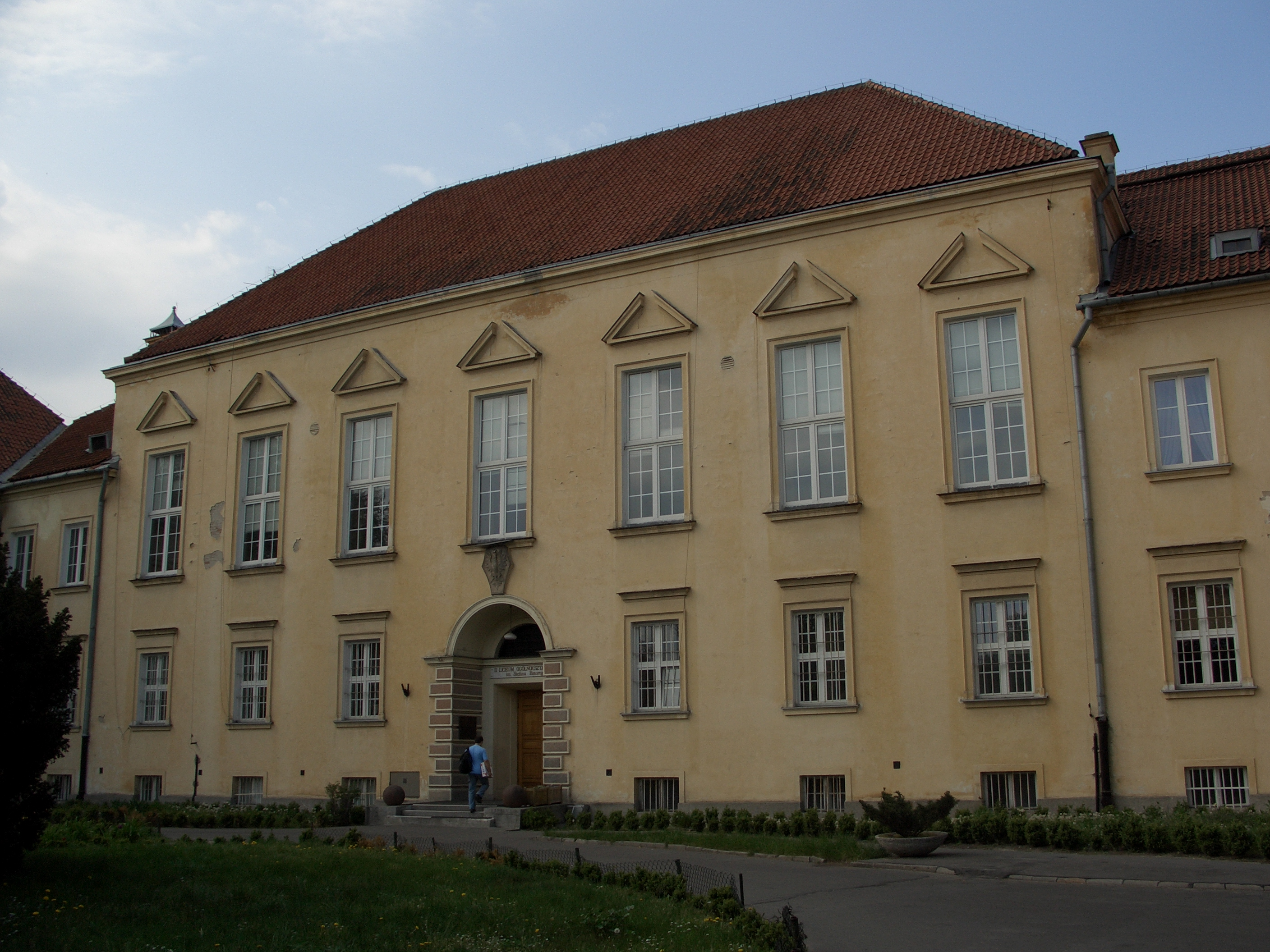
Das neobarocke Stefan Batory-Gymnasium in Warschau